# Аксьоново (Бабаєвський район)
Аксеново (рос. Аксёново, вепс. Aksintant) — сільце в Бабаєвському районі Вологодської області Росії.
Входить до складу Вепського національного сільського поселення (з 1 січня 2006 року по 13 квітня 2009 року входила до складу Куйського вепського національного сільського поселення).
Відстань по автодорозі до районного центру Бабаєво — 118 км, до центру муніципального утворення села Тімошино по прямій — 27 км. Найближчі населені пункти — с. Берег, с. Кіндаєво, с. Ніконова Гора. Станом на 2002 рік проживало 9 чоловік, з них 7 — вепси.